# Blaringhem
Blaringhem (flämisch: Blaringem) ist eine französische Gemeinde im Département Nord in der Region Hauts-de-France mit 2.046 Einwohnern (Stand: 1. Januar 2022). Sie gehört zum Arrondissement Dunkerque und ist Mitglied im Gemeindeverband Cœur de Flandre Agglo. Die Einwohner im historischen westflämischen Sprachgebiet Französisch-Flanderns werden Blaringhémois und Blaringhémoises genannt.

## Geografie

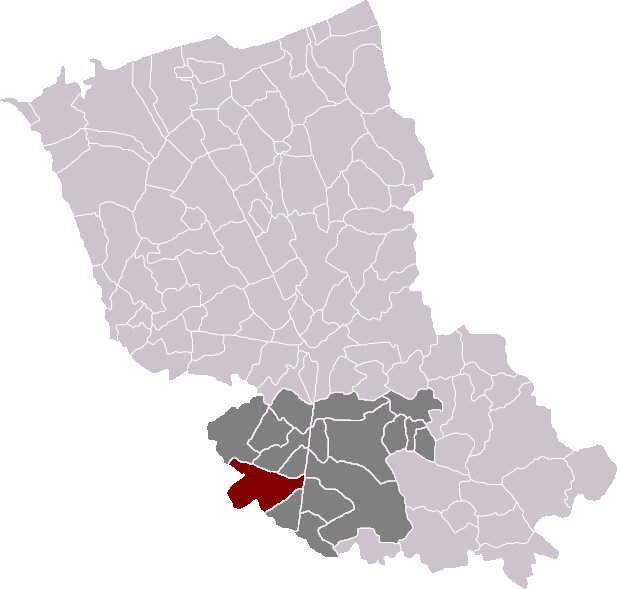
Lage von Blaringhem im Arrondissement Dunkerque

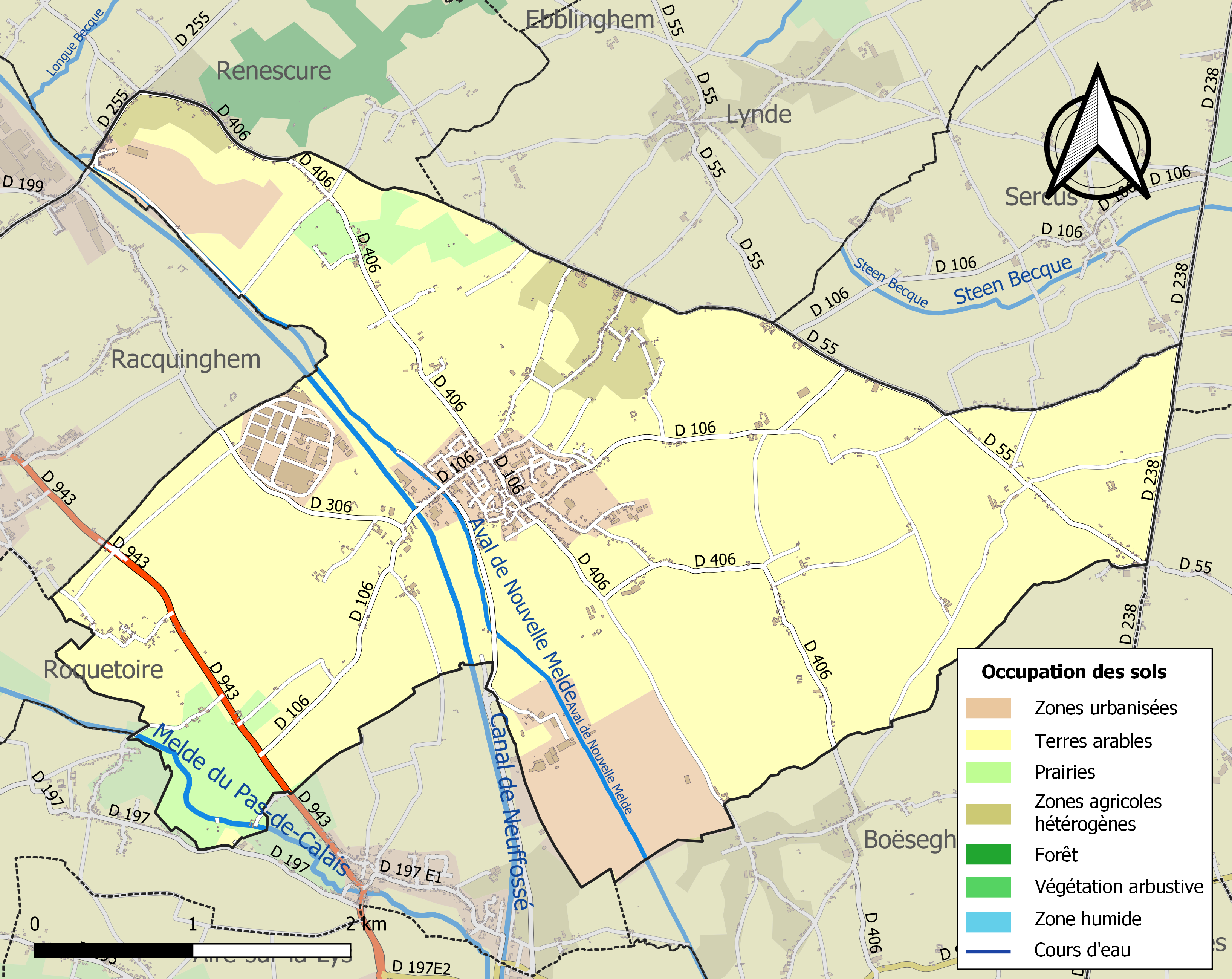
Bodennutzung, Hydrografie und Infrastruktur der Gemeinde (2018)

Blaringhem liegt in Französisch-Flandern, etwa 38 Kilometer südlich von Dünkirchen an der Grenze zum benachbarten Département Pas-de-Calais. Die Gemeinde befindet sich in der Région naturelle Houtland. Durch die Gemeinde führt der Canal de Neuffossé. Außerdem wird Blaringhem von den kleineren Fließgewässern Ruisseau Becquerely, Petit Marais, Novelle Melde, Becque du Dail, Les Ciseaux, Melde, Ruisseau la Becque und verschiedenen kleineren Bächen entwässert. Das Zentrum liegt auf einer Höhe von etwa 25 m und steigt im Norden rasch auf eine maximale Erhöhung von 76 m, im Südwesten auf etwa 55 m Höhe an.
Etwa 86 % der Fläche der Gemeinde werden landwirtschaftlich genutzt, etwa 8 % entfallen auf Bergwerke, Deponien und Baustellen, etwa 4 % auf bebaute Flächen (Stand: 2018).
Umgeben wird Blaringhem von den Nachbargemeinden Renescure im Nordwesten und Norden, Lynde im Norden, Sercus im Nordosten, Morbecque und Steenbecque im Osten, Boëseghem im Südosten und Süden, Wittes (Département Pas-de-Calais) im Süden und Südwesten, Roquetoire (Département Pas-de-Calais) im Südwesten sowie Racquinghem und Wardrecques (beide Département Pas-de-Calais) im Westen.

## Bevölkerungsentwicklung
| Jahr                       | 1962 | 1968 | 1975 | 1982 | 1990 | 1999 | 2006 | 2013 | 2020 |
| Einwohner                  | 1465 | 1412 | 1395 | 1358 | 1611 | 1791 | 2037 | 2057 | 2055 |
| Quellen: Cassini und INSEE |      |      |      |      |      |      |      |      |      |

## Sehenswürdigkeiten
- Kirche Saint-Martin, sie birgt zahlreiche Ausstattungsgegenstände, die in der Base Palissy gelistet sind, darunter eine große Anzahl, die als Monument historique der beweglichen Objekte klassifiziert sind.

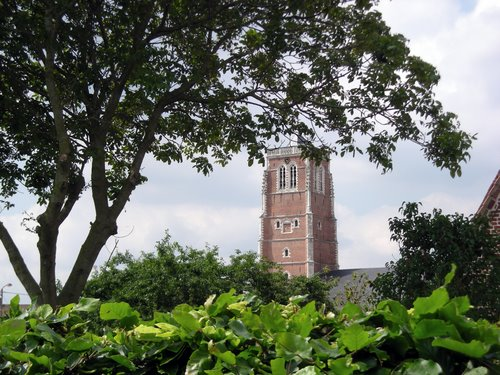
Kirche Saint-Martin
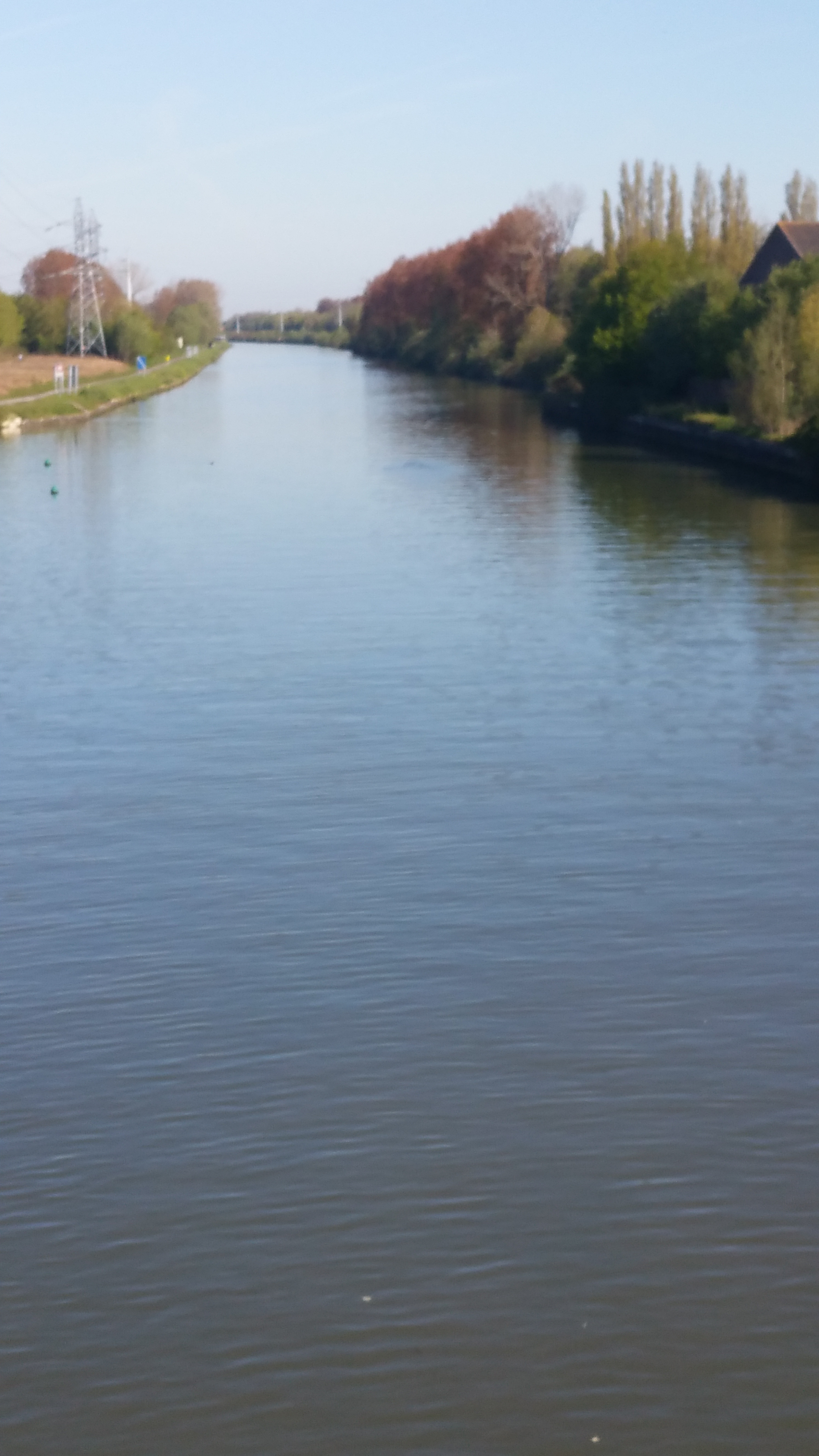
Canal de Neuffossé
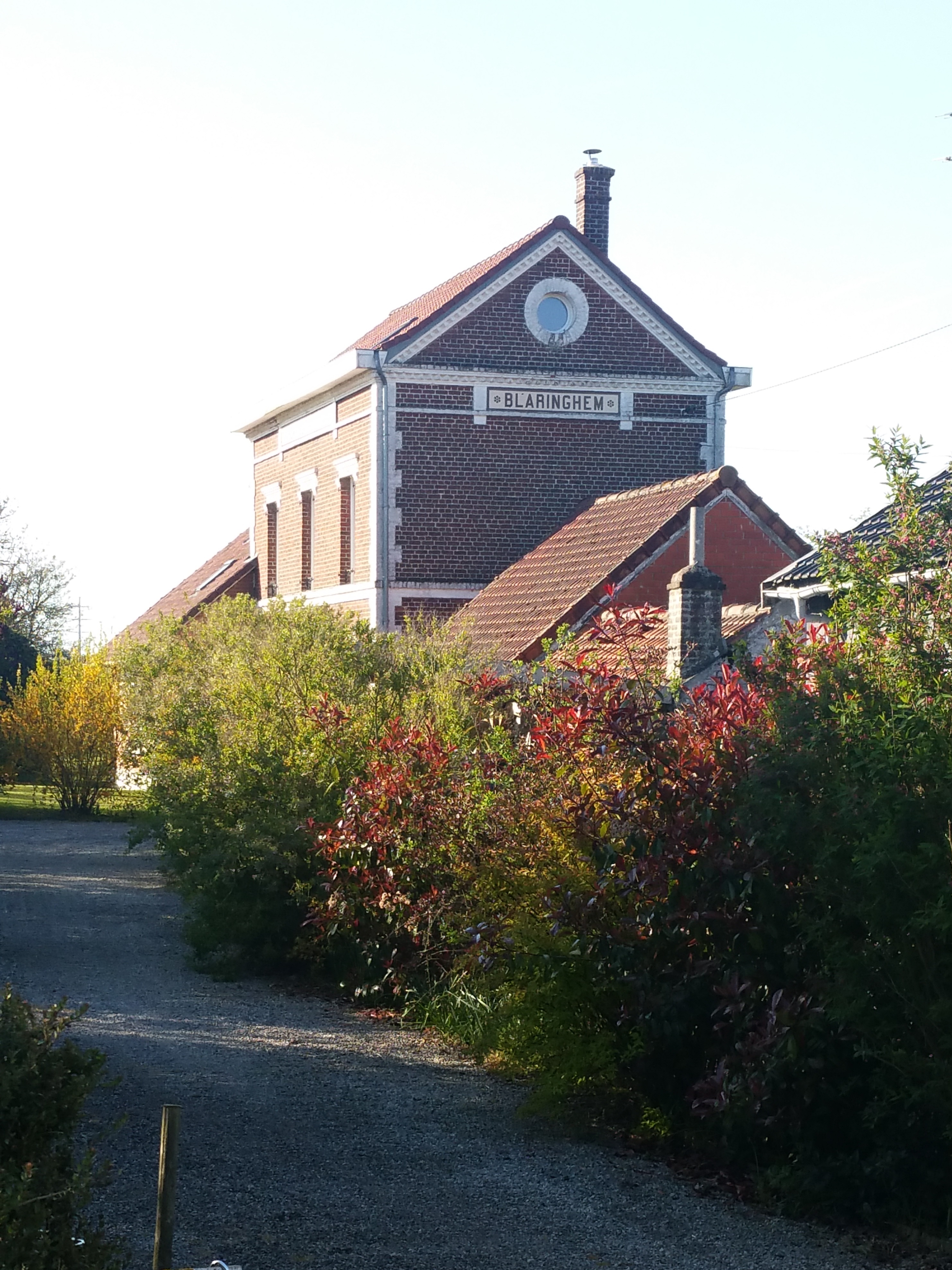
Ehemaliger Bahnhof

## Verkehr
Die Departementsstraße D 943, die ehemalige Route nationale 43 von Calais über Saint-Omer nach Metz über Aire-sur-la-Lys, durchquert das südwestliche Gemeindegebiet auf einer Länge von etwa zwei Kilometer. Die nachgeordneten Departementsstraßen D 106, D 306 und D 406 verbinden das Zentrum mit den Weilern der Gemeinde und den Nachbargemeinden. Busse einer Linie der Transportgesellschaft Arc-en-Ciel des Départements Nord fahren nach Renescure im Nordwesten und nach Hazebrouck im Osten.

## Persönlichkeiten
- François Delecour (* 1962), französischer Rallyefahrer, lebt in Blaringhem